# N63A

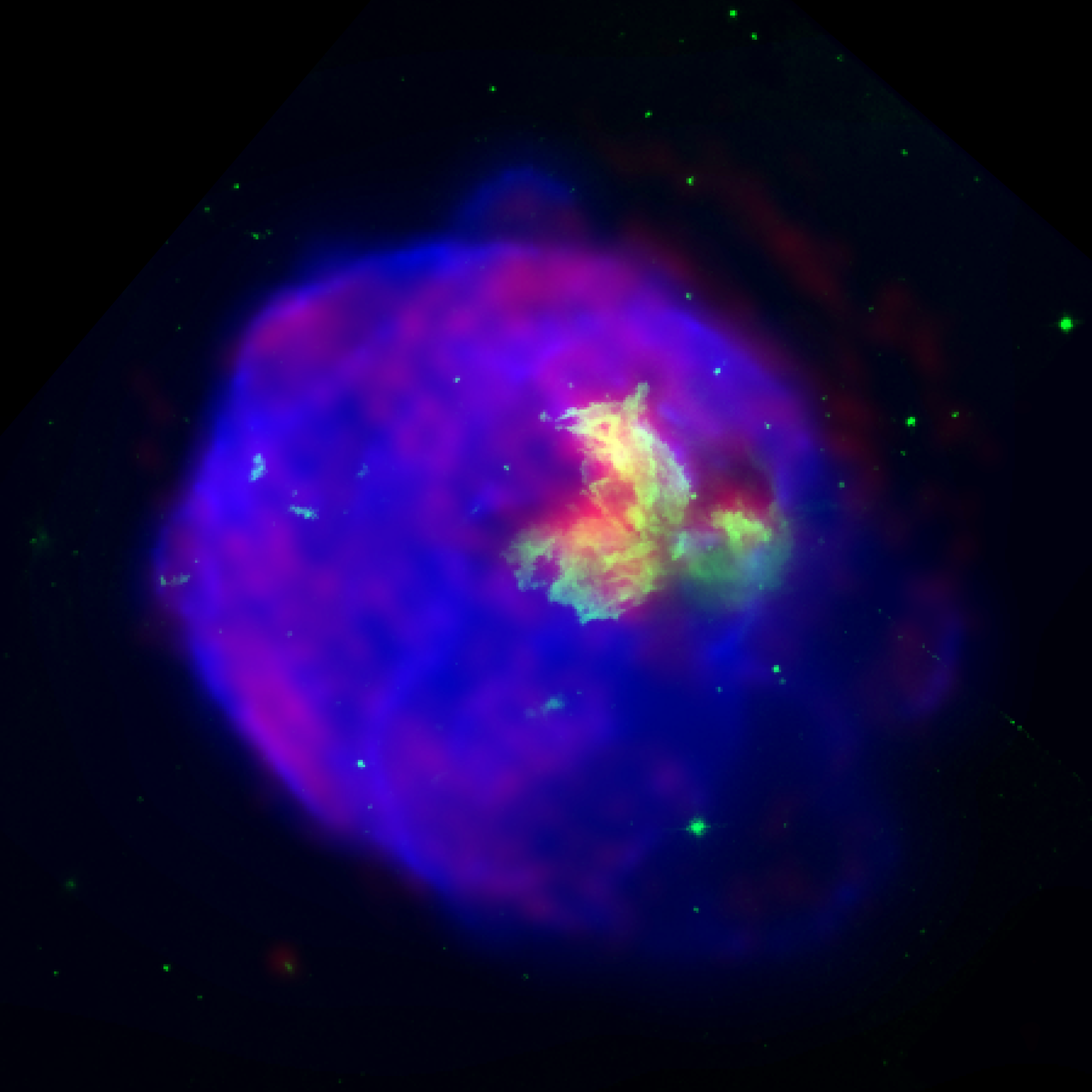
Eine Überlagerung der Aufnahme im sichtbaren Licht mit Röntgen- (blau) und Radioastronomie (rot) zeigt die vollständige Wirkung der Supernova

N63A, auch SNR 0535−660, ist ein Supernovaüberrest innerhalb des H-II-Gebietes N63 in der großen Magellanschen Wolke. Sein Alter wird auf 2000 bis 5000 Jahre geschätzt. N63A wurde 1964 von D. S. Mathewson und J. R. Healy als Supernovaüberrest identifiziert.